# Langlaufen op de Olympische Winterspelen 2018 - Teamsprint mannen
De teamsprint vrije stijl voor mannen tijdens de Olympische Winterspelen 2018 vond plaats op 21 februari 2018 in het Alpensia Cross-Country Centre in Pyeongchang. De wedstrijd vond plaats in de vrije stijl in tegenstelling tot 2014 toen er in de klassieke stijl gelopen werd. Regerend olympisch kampioen was Finland. Finland eindigde ditmaal op de negende plaats.

## Tijdschema
| Datum       | Lokale tijd | MET   | Ronde         |
| ----------- | ----------- | ----- | ------------- |
| 21 februari | 17:00       | 09:00 | Halve finales |
| 21 februari | 19:00       | 11:00 | Finale        |

## Uitslag

### Halve finales
Halve finale 1
| Rang | Bib | Land                           | Namen                                      | Tijd     | Achterstand | Opm. |
| ---- | --- | ------------------------------ | ------------------------------------------ | -------- | ----------- | ---- |
| 1    | 15  | Olympische atleten uit Rusland | Denis Spitsov Aleksandr Bolsjoenov         | 15.58,84 | –           | Q    |
| 2    | 16  | Zweden                         | Marcus Hellner Calle Halfvarsson           | 15.58,99 | + 0,15      | Q    |
| 3    | 19  | Duitsland                      | Sebastian Eisenlauer Thomas Bing           | 16.00,55 | + 1,71      | q    |
| 4    | 18  | Finland                        | Martti Jylhä Ristomatti Hakola             | 16.01,41 | + 2,57      | q    |
| 5    | 20  | Tsjechië                       | Martin Jakš Aleš Razým                     | 16.08,78 | + 9,94      | q    |
| 6    | 17  | Groot-Brittannië               | Andrew Musgrave Andrew Young               | 16.30,62 | + 31,78     |      |
| 7    | 21  | Wit-Rusland                    | Michail Semenov Yury Astapenka             | 16.32,31 | + 33,47     |      |
| 8    | 22  | Oostenrijk                     | Bernhard Tritscher Dominik Baldauf         | 16.43,69 | + 44,85     |      |
| 9    | 24  | Roemenië                       | Paul Constantin Pepene Alin Florin Cioancă | 16.52,38 | + 53,54     |      |
| 10   | 25  | Spanje                         | Imanol Rojo Martí Vigo del Arco            | 16.59,83 | + 1.00,99   |      |
| 11   | 26  | Slovenië                       | Miha Šimenc Janez Lampič                   | 17.24,79 | + 1.25,95   |      |
| 12   | 28  | Litouwen                       | Mantas Strolia Modestas Vaičiulis          | 17.41,73 | + 1.42,89   |      |
| 13   | 27  | Zuid-Korea                     | Kim Magnus Kim Eun-ho                      | 17.56,71 | + 1.57,87   |      |
| 14   | 23  | Turkije                        | Ömer Ayçiçek Hamza Dursun                  | 18.45,78 | + 2.46,94   |      |

Halve finale 2
| Rang | Bib | Land             | Namen                                         | Tijd     | Achterstand | Opm. |
| ---- | --- | ---------------- | --------------------------------------------- | -------- | ----------- | ---- |
| 1    | 1   | Noorwegen        | Martin Johnsrud Sundby Johannes Høsflot Klæbo | 16.03,97 | –           | Q    |
| 2    | 4   | Frankrijk        | Maurice Manificat Richard Jouve               | 16.04,45 | + 0,48      | Q    |
| 3    | 6   | Verenigde Staten | Erik Bjornsen Simeon Hamilton                 | 16.04,69 | + 0,72      | q    |
| 4    | 3   | Italië           | Dietmar Nöckler Federico Pellegrino           | 16.07,19 | + 3,22      | q    |
| 5    | 7   | Canada           | Len Väljas Alex Harvey                        | 16.07,24 | + 3,27      | q    |
| 6    | 2   | Zwitserland      | Roman Furger Dario Cologna                    | 16.10,52 | + 6,55      |      |
| 7    | 10  | Polen            | Dominik Bury Maciej Staręga                   | 16.21,83 | + 17,87     |      |
| 8    | 5   | Kazachstan       | Denis Volotka Aleksej Poltoranin              | 16.30,10 | + 24,13     |      |
| 9    | 8   | Estland          | Marko Kilp Karel Tammjärv                     | 16.30,30 | + 24,33     |      |
| 10   | 11  | Oekraïne         | Andrij Orlyk Oleksij Krasovskyi               | 17.32,50 | + 1.26,53   |      |
| 11   | 12  | Slowakije        | Peter Mlynár Andrej Segeč                     | 17.34,12 | + 1.28,15   |      |
| 12   | 9   | Bulgarije        | Yordan Chuchuganov Veselin Tzinzov            | 17.38,26 | + 1.32,29   |      |
| 13   | 13  | Australië        | Callum Watson Phillip Bellingham              | 17.38,36 | + 1.32,39   |      |
| 14   | 14  | China            | Wang Qiang Sun Qinghai                        | 18.11,95 | + 2.07,98   |      |

### Finale
| Rang   | Bib | Land                           | Namen                                         | Tijd     | Achterstand |
| ------ | --- | ------------------------------ | --------------------------------------------- | -------- | ----------- |
| Goud   | 1   | Noorwegen                      | Martin Johnsrud Sundby Johannes Høsflot Klæbo | 15.56,26 | –           |
| Zilver | 15  | Olympische atleten uit Rusland | Denis Spitsov Aleksandr Bolsjoenov            | 15.57,97 | + 1,71      |
| Brons  | 4   | Frankrijk                      | Maurice Manificat Richard Jouve               | 15.58,28 | + 2,02      |
| 4      | 16  | Zweden                         | Marcus Hellner Calle Halfvarsson              | 15.59,33 | + 3,07      |
| 5      | 3   | Italië                         | Dietmar Nöckler Federico Pellegrino           | 16.14,81 | + 18,55     |
| 6      | 6   | Verenigde Staten               | Erik Bjornsen Simeon Hamilton                 | 16.16.98 | + 20,72     |
| 7      | 20  | Tsjechië                       | Martin Jakš Aleš Razým                        | 16.24,83 | + 28,57     |
| 8      | 7   | Canada                         | Len Väljas Alex Harvey                        | 16.31,86 | + 35,60     |
| 9      | 18  | Finland                        | Martti Jylhä Ristomatti Hakola                | 16.32,30 | + 36,04     |
| 10     | 19  | Duitsland                      | Sebastian Eisenlauer Thomas Bing              | 16.42,20 | + 45,94     |